# 1. Jahrtausend
Portal Geschichte | Portal Biografien | Aktuelle Ereignisse | Jahreskalender | Tagesartikel

◄ |
1. Jahrtausend v. Chr. |
1. Jahrtausend
| 2. Jahrtausend
| ►

1. Jh. |
2. Jh. |
3. Jh. |
4. Jh. |
5. Jh. |
6. Jh. |
7. Jh. |
8. Jh. |
9. Jh. |
10. Jh.
Das Erste Jahrtausend erstreckte sich vom 1. Januar 1 bis zum 31. Dezember 1000 nach dem Julianischen Kalender. Es gab 249 Schaltjahre bzw. Schalttage im Rahmen der Einschaltung. Das Jahr 4 war kein Schaltjahr, da Kaiser Augustus einen Fehler in der Umsetzung der Kalenderreform des Gaius Iulius Caesar korrigierte, indem er ab dem Jahre 8 v. Chr. für zwölf Jahre keine Schaltjahre mehr zuließ. Die Gesamtzahl der Tage dieses Jahrtausends betrug 365.249 Tage.